# Список патріархів Грецької православної церкви Антіохії
Для патріархів до 518, див. Список патріархів Антіохійський.
Для Мелькітських греко-католицьких Патріархів Антіохії з 1724 по теперішній час, див. Список мелькітскіх греко-католицьких патріархів Антіохії.
Патріарх Антіохійський є одним з православних патріархів, яких ще називають «грецьким Патріархом Антіохійським», щоб відрізнити від інших східних православних патріархів Антіохійський: Список сирійський православних патріархів Антіохійських.

## Грецький патріарх Антіохії 518—1724
- Павло ІІ (ІІІ) (518—520)
- Євфрасій (521—527)
- Єфраїм I Антіохійський (526—545)
- Домній III Антіохійський (545—559)
- Анастасій I Антіохійський (559—570 і 593—598)
- Григорій І Антіохійській (570—593)
- Анастасій I Антіохійський (відновлений) (594–599)
- Анастасій II Антіохійській (599—610)
- Григорій II Антіохійській (610—620)
- Анастасій III Антіохійський[pl]
- Македоній (620—628 і 639—649)
- Осиротілий престол (628—639)

### Період Халіфату Омеяди
- Георгій I (649—656)
- Макарій I (653—680)
- Феофан I Антіохійський (680—687)
- Севастіан I Антіохійський[pl] (687—690)
- Георгій II Антіохійський[en] (690—695)
- Александр II Антіохійський[pl] (695—702)
- Осиротілий престол (702—742)
- Стефан IV Антіохійський[pl] (742—748)

### Період Аббасидського халіфату 750—969
- Феофілакт (748—757)
- Феодор I (757—797)
- Іоанн IV (797—810)
- Іов I (810—826)
- Миколай I (826—834)
- Симеон (834—840)
- Ілія I (840—852)
- Феодосій I (852—860)
- Миколай II (860—878)
- Михайло I (878—889)
- Захарія (890—901)
- Георгій III (902—917)
- Іов II (917—937)
- Осиротілий престол (937—939)
- Євстратій Антіохійський[pl] (Агапій?) (939—959)
- Христофор I (960—966)

### Другий Візантійський період 969—1084
- Феодор II (966—976)
- Агапій (977—995)
- Іоан V (995—1000)
- Миколай III (1000—1002)
- Ілія II (1003—1010)
- Георгій IV або Феодор III (1010—1015)
- Макарій II (1015—1023)
- Елеферій (1023—1028)
- Петро II (1028—1051)
- Іоан VI Діонісій (1051—1062)
- Еміліан (1062—1075)
- Феодосій II (1075—1084)

### Сельджуцький період 1084—1098
- Никифор (1084—1090)
- Іоан VII (1090—1099)

### Латинський період 1099—1268
- Осиротілий престол (1099—1155)
- Іоан VIII (1155—1159)
- Євфимій I (1159—1164)
- Макарій III (1164—1166)
- Афанасій II (1166—1180)
- Феодосій III (1180—1182)
- Ілія III (1182—1184)
- Христофор II (1184—1185)
- Феодор IV (1193—1199)
- Іоаким (1199—1219)
- Дорофей I (II) (1219—1245)
- Симеон II (1245—1260)
- Євфимій II (1260—1269)

### Мамелюцький (Єгипетський) період 1268—1517
- Феодосій IV (1269—1276)
- Феодосій V (1276—1285)
- Арсеній (1285 -?)
- Діонісій (1293—1308)
- Марк I (1308—1342)
- Ігнатій II (1342—1353)
- Михайло II (1353—1369)
- Вакантне (1369—1386)
- Пахомій I (1386—1393)
- Ніл (1393—1401)
- Михайло III (1401—1410)
- Пахомій II (1410—1411)
- Йоахім II (1411—1426)
- Марк II (1426—1436)
- Дорофей II (III) (1436—1454)
- Михайло IV (1454—1462)
- Марк III (1462—1476)
- Іоаким III (1476—1493)
- Григорій III (1493—1511)

### Османський період 1517—1922
- Дорофей III (IV) (1511—1524)
- Іоаким IV (1524—1555)
- Михайло V (1555—1567)
- Іоаким V (1567—1585)
- Дорофей IV (V) (1585—1597)
- Афанасій III (1598—1614)
- Ігнатій III (1614—1628)
- Євфимій III (1629—1631)
- Євфимій IV (1631—1647)
- Макарій III (1647—1685)
- Кирил III (1686—1688)
- Неофіт (1688—1700)
- Афанасій IV (1700 — 24 липня 1724)
- Сильвестр (8 жовтня 1724 — 24 березня 1766)
- Филимон (9 травня 1766 — 16 липня 1767)
- Данило (17 серпня 1767 — 26 грудня 1791)
- Анфімій (січень 1792 — 1 серпня 1813)
- Серафим (1813 — 3 березня 1823)
- Мефодій (25 травня 1823 — 6 липня 1850)
- Ієрофей (19 жовтня 1850 — 25 березня 1885)
- Герасим (11 червня 1885 — 24 квітня 1891)
- Спиридон (14 жовтня 1891 — 12 лютого 1898)
- Мелетій II (27 квітня 1899 — 21 лютого 1906)

### Сучасний період з 1922
- Григорій IV (29 червня 1906 — 12 грудня 1928)
- Вакантне (1928—1930)
- Арсеній II (1930—1933) — антипатріарх
- Александр III (30 січня 1931 — 17 червня 1958)
- Єпіфаній (1935) (антипатріарх, спадкоємець Арсенія; возз'єднався з Синодом)
- Феодосій VI (14 листопада 1958 — 19 вересня 1970)
- Ілія IV (25 вересня 1970 — 21 червня 1979)
- Ігнатій IV (2 липня 1979 — 5 грудня 2012)
- Іоан Х (17 грудня 2012 — теперішній час)